# Formononétine
La formononétine est une isoflavone O-méthylée, un type de flavonoïde.

## Sources naturelles
La formononétine se trouve chez un certain nombre de plantes, comme le trèfle rouge.
À l'instar d'autres phytoestrogènes, cette molécule est synthétisée principalement par des légumineuses de la famille des Fabaceae, en particulier le haricot, le haricot vert, le haricot de Lima, le soja et beaucoup d'autres, sous la forme de l'aglycone libre ou de son glucoside, l'ononine.
On peut également la trouver dans des cultures de cellules de Maackia amurensis.

## Métabolisme
L'enzyme 4'-méthoxyisoflavone 2'-hydroxylase utilise la formononétine, NADPH, H+ et O2 pour produire la 2'-hydroxyformononétine, NADP+ et H2O.
L'enzyme Isoflavone 3'-hydroxylase utilise la formononétine, NADPH, H+ et O2 pour produire la  calycosine (3'-hydroxyformononétine), NADP+ et H2O.

### Glycosides
L'ononine est le 7-O-glycoside de la formononétine.